# Atlanticum

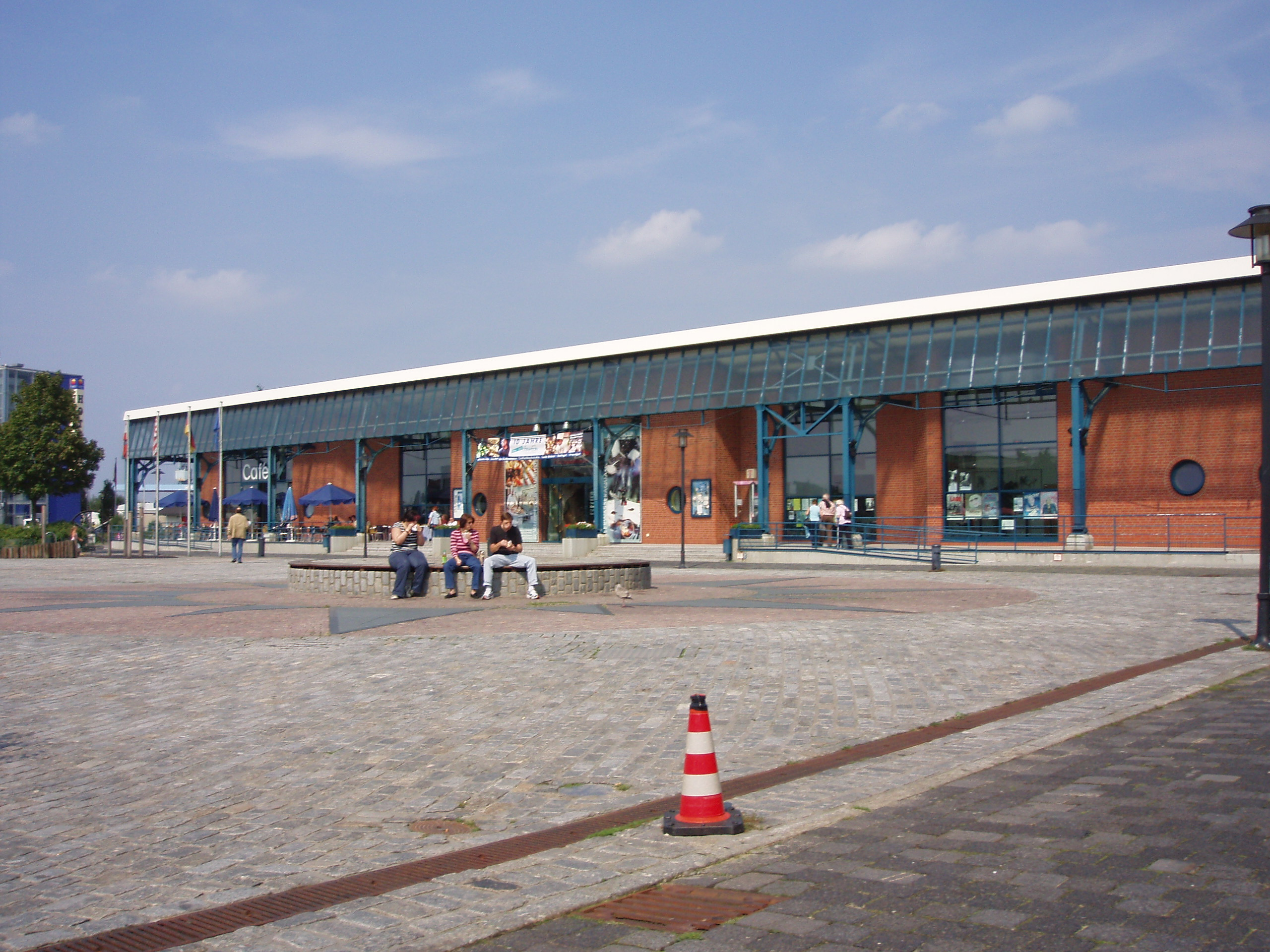
Barrierefreies Bauwerk

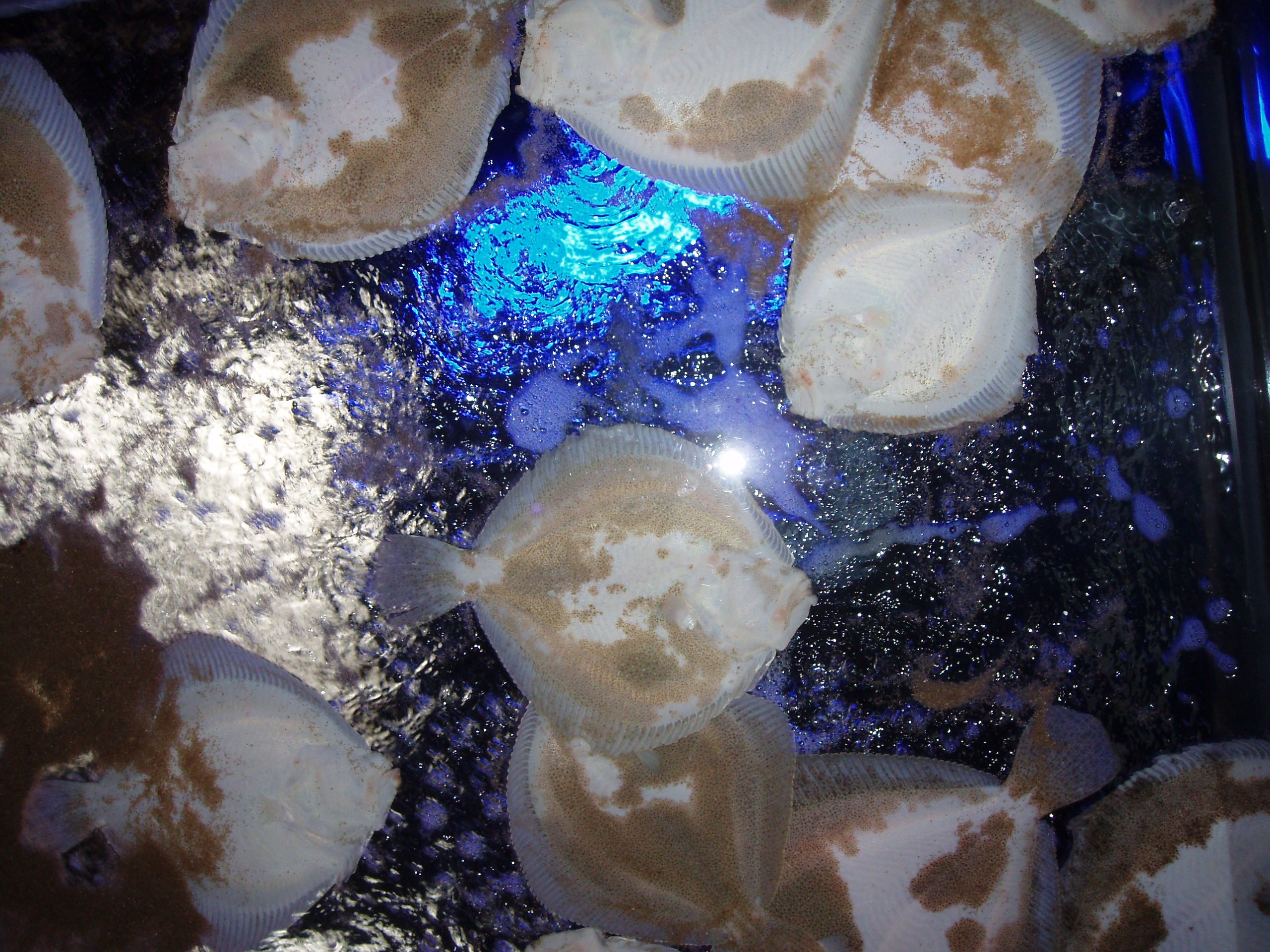
Schollen

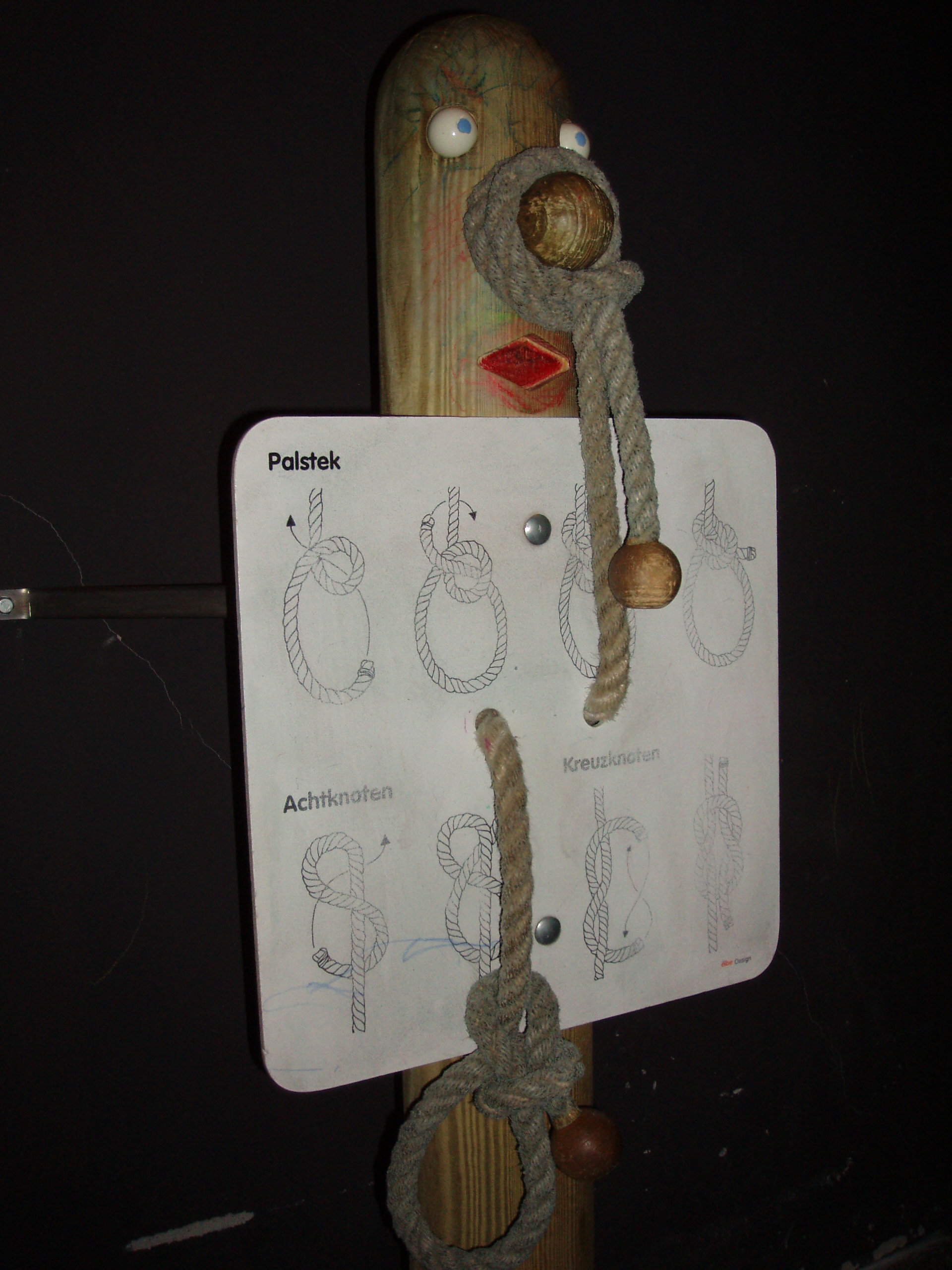
Pädagogisches

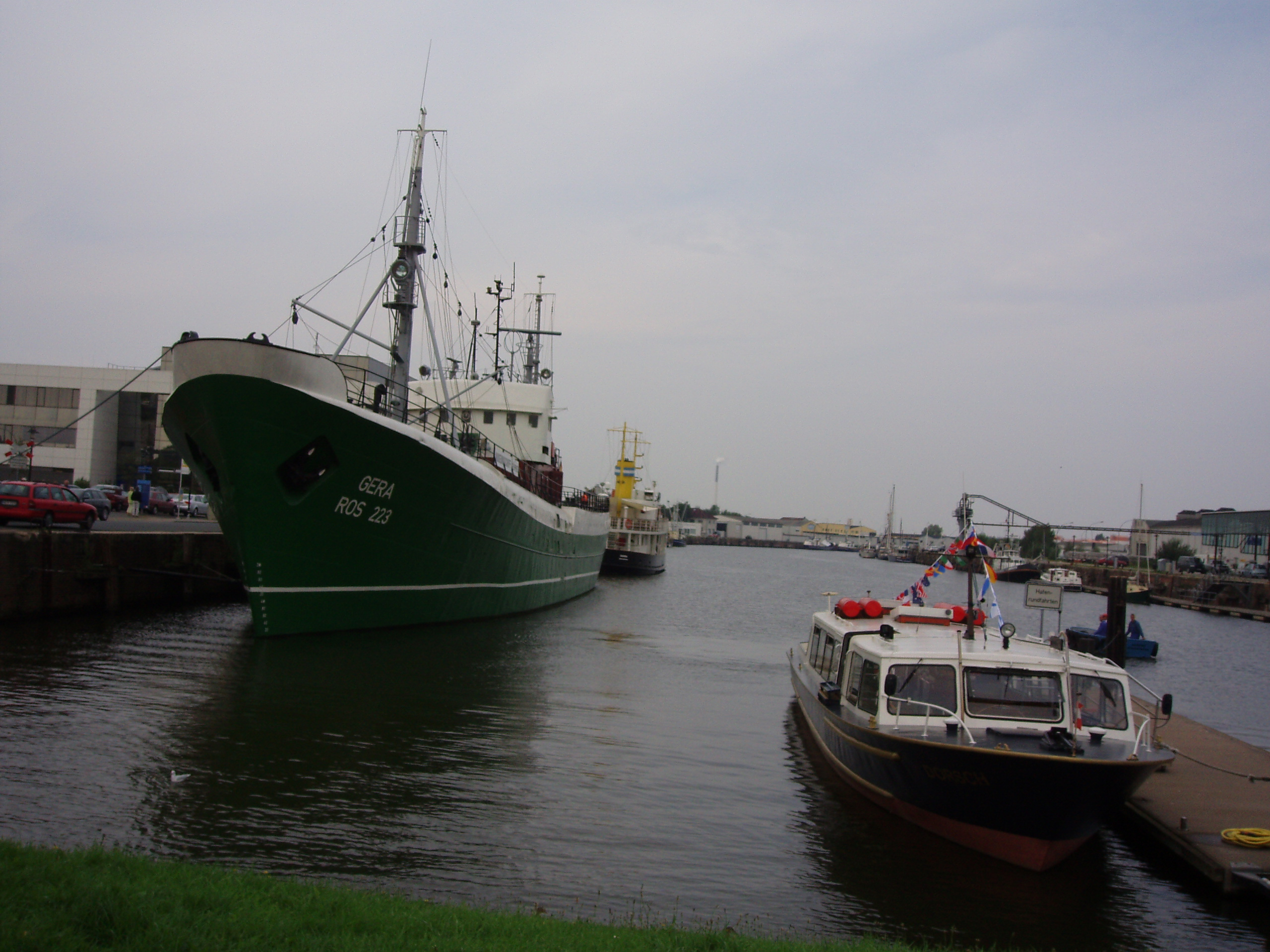
Museumsschiff Gera im benachbarten Hafenbecken, rechts hinten die Eisfabrik

Das Atlanticum war ein Erlebniszentrum zum Thema Fische und Fischerei am alten Fischereihafen Bremerhavens. Es ist seit 2013 geschlossen.

## Vorgeschichte
Das Forum Fischbahnhof wurde eingerichtet, nachdem die ursprüngliche Nutzung des Hafens immer mehr zurückgegangen war und man eine touristische Nutzung des Areals ins Auge gefasst hatte. Die ehemalige Fischversandhalle, eine Stahlkonstruktion, wurde von ihrem ursprünglichen Standort entfernt und 1996 in neuer Funktion wiedereröffnet. Sie beherbergte neben Gastronomie- und Einkaufsangeboten insbesondere das Atlanticum.

## Das Atlanticum
Das Kernstück des Atlanticums war ein 150.000 Liter fassendes Seewasseraquarium, das nicht nur den Blick auf die Wasserwelt von der Seite, sondern mittels eines verspiegelten Tunnels auch von unten erlaubte. Gezeigt wurden Bewohner der Nordsee und des Nordatlantiks, etwa Scholle, Katzenhai, Kabeljau, Hummer, Seespinne und andere.
Ein Gezeitenmodell vermittelt einen Eindruck von den Veränderungen des Lebensraums dieser Tiere unter dem Einfluss von Ebbe und Flut. Multimedial aufbereitet sind Informationen zu Leben, Verwertung und Vermarktung der Seetiere. Praktische Fertigkeiten können die Besucher an einem Schleusen- und Hafenmodell sowie beim Knotenüben beweisen; speziell für Kinder ist eine Reliefwand vorgesehen, an der Rubbelbilder von Meerestieren hergestellt werden können.
Nach der Schließung 2013 wurden die Räumlichkeiten umgebaut und eröffneten als (Dauer-)Ausstellung „Expedition Nordmeere“ wieder.

## Umgebung
Zahlreiche Fischrestaurants und -räuchereien haben sich in der unmittelbaren Umgebung des Atlanticums angesiedelt. In nächster Nähe befindet sich außerdem die Abfahrtsstelle für Hafenrundfahrten und für die Museumsbahn nach Bederkesa, ebenso das Museumsschiff Gera sowie die alte Eisfabrik Bremerhavens.